# Sybra geminatoides
Sybra geminatoides là một loài bọ cánh cứng trong họ Cerambycidae.